# Havaika gillespieae
Havaika gillespieae är en spindelart som beskrevs av Prószynski 2007 [2008. Havaika gillespieae ingår i släktet Havaika och familjen hoppspindlar. Inga underarter finns listade i Catalogue of Life.